# Lake Bruehwiler
Der Lake Bruehwiler ist ein kleiner runder See an der Ingrid-Christensen-Küste des ostantarktischen Prinzessin-Elisabeth-Lands. In den Larsemann Hills liegt er 1,3 km südwestlich der Law-Racoviță-Station.
Das Antarctic Names Committee of Australia benannte ihn 1988 nach dem Botaniker Albert Bruehwiler, der im Rahmen der Australian National Antarctic Research Expeditions 1982 auf Macquarie Island und 1986 auf der Davis-Station tätig war.